# Bulbostylis stenophylla
Bulbostylis stenophylla là một loài thực vật có hoa trong họ Cói. Loài này được (Elliott) C.B.Clarke mô tả khoa học đầu tiên năm 1908.